# Musca haemorrhoa
Musca haemorrhoa är en tvåvingeart som först beskrevs av Johann Ludwig Christian Gravenhorst 1807.  Musca haemorrhoa ingår i släktet Musca och familjen köttflugor.
Artens utbredningsområde är Tyskland. Inga underarter finns listade i Catalogue of Life.